# Virginitate (film din 1976)

Scenă din film cu Ornella Muti

Scenă din film cu Vittorio Gassman

Virginitate (titlul original: în italiană Come una rosa al naso, în engleză Virginity sau Pure as a Lily) este un film de comedie italo-britanic, realizat în 1976 de regizorul Franco Rossi, după un subiect de Ugo Tucci, protagoniști fiind actorii Vittorio Gassman, Ornella Muti, Madeleine Hinde și Adolfo Celi. 

## Rezumat
Antonio Mantuso locuiește de treizeci de ani în Anglia, unde a făcut avere deținând un lanț de restaurante și și-a schimbat numele, pentru că îi amintea prea mult de originea sa siciliană, înlocuindu-l cu Anthony Wilson. Antonio crede că acum a rupt toate relațiile cu țara natală și cu rudele sale, despre care nu a avut nicio veste de ani de zile. Într-o zi, primește un telefon din Sicilia de la un purtător de cuvânt al lui Don Gerlando Mantuso, ruda sa, care anunță sosirea a doua zi la Londra a uneia dintre nepoatele sale pe nume Lucia. Vocea îi ordonă să o aștepte la aeroport mirosind un trandafir ca semn de recunoaștere. Ziua următoare sosește din Sicilia fromoasa sa verișoară, Lucia pe care trebuie să o găzduiască câtva timp. Fata îi înmânează totodată o scrisoare de la Don Gerlando, prin care în esență îi „încredințează” tânăra Lucia în timpul șederii ei la Londra, dar mai presus de toate îi încredințează protecția fecioriei ei, ținându-l direct responsabil de aceasta. Dar Antonio știe că nu este capabil să facă asta și pentru faptul că el însuși nu este insensibil la farmecul fetei. Așa că atunci când se întâmplă ireparabilul, temându-se de mânia rudelor sale, el decide să se căsătorească cu ea, fără să știe că a căzut într-o capcană perfectă...

## Distribuție
- Vittorio Gassman – Anthony M. Wilson
- Ornella Muti – Lucia Mantuso
- Madeleine Hinde – Vanessa Hampton
- Adolfo Celi – Onorevole La Palomba
- Alessandro Haber – Vittorio Lo Presto
- Armando Bandini – Sandro Scibetta
- Antonino Faà di Bruno – Don Gerlando
- Graham Stark – detectivul Mike
- Dudley Sutton – Jack
- Lou Castel – Luciano
- John Bryant – Basil
- Stan Jay – tatăl lui Anthony
- Malya Woolf – Polimena
- Michael Da Costa – Giulio
- Guido Adorni – chelnerul
- Tony Osoba – Othello
- Susan Morrall – Desdemona
- Santiago Varela – Carlos
- Nick Dunne – Nick